# Coupe des clubs champions arabes de football 2000
Navigation
Le Caire 1999 Doha 2001
La Coupe arabe des clubs champions 2000 est la seizième édition de la Coupe arabe des clubs champions de football. Organisée à Djeddah en Arabie saoudite, elle regroupe les clubs des pays arabes les plus performants de leur championnat national (champion, vice-champion ou vainqueur de la coupe nationale). Après un tour préliminaire entre les représentants du Maghreb et le Golf, les neuf équipes sont réparties en deux poules de quatre et s'affrontent une fois. Les deux premiers de chaque groupe disputent la phase finale, en match à élimination directe.
C'est le club tunisien du CS Sfax qui remporta cette édition, après avoir battu en finale les syriens d'Al-Jaish SC par le score de deux buts à un.

## Équipes participantes
- Hilal FC - Champion d'Asie
- Qadsia SC - Champion du Golfe
- Faisaly SC - Champion de Jordanie
- Ahly SC - Champion d'Égypte
- CR Belouizdad - Champion d'Algérie
- Nasr SC - Vice-champion d'Oman
- Gharafa SC - Vainqueur de la coupe des coupes de l'UAFA 1999
- Jaish SC - Champion de Syrie 1999
- Muharraq SC - Champion de Bahreïn 1999
- Hilal Club - Champion du Soudan 1999
- Ahli SC - Vice-champion du KSA 1999
- KAC Marrakech - Vice-champion du Maroc 1999
- Khadamat RC - Invité d'honneur
- Shabab AD - Invité d'honneur
- CS Sfax - Invité d'honneur

## Compétition

### Tour préliminaire

#### Zone 1 (Golf arabique)
| Rang | Équipe         | Pts | J | G | N | P | Bp | Bc | Diff |  | Résultats (▼ dom., ► ext.) |  |     |     |     |     |     |
| ---- | -------------- | --- | - | - | - | - | -- | -- | ---- |  | -------------------------- |  | --- | --- | --- | --- | --- |
| 1    | Qadsia SC      | 13  | 5 | 4 | 1 | 0 | 10 | 1  | +9   |  | Qadsia SC                  |  | 0-0 | 4-1 | 2-0 | 2-0 | 2-0 |
| 2    | Al-Hilal FC    | 11  | 5 | 3 | 2 | 0 | 12 | 2  | +10  |  | Al-Hilal FC                |  |     | 4-1 | 4-1 | 2-0 | 4-0 |
| 3    | Al-Muharraq SC | 7   | 5 | 2 | 1 | 2 | 8  | 11 | -3   |  | Al-Muharraq SC             |  |     |     | 0-0 | 3-2 | 3-1 |
| 4    | Al-Nasr SC     | 5   | 5 | 1 | 2 | 2 | 4  | 7  | -3   |  | Al-Nasr SC                 |  |     |     |     | 2-0 | 1-1 |
| 5    | Al-Gharafa SC  | 4   | 5 | 1 | 1 | 3 | 4  | 8  | -4   |  | Al-Gharafa SC              |  |     |     |     |     | 2-1 |
| 6    | Al-Ahli Dubaï  | 1   | 5 | 0 | 1 | 4 | 3  | 12 | -9   |  | Al-Ahli Dubaï              |  |     |     |     |     |     |

- Note : Al-Hilal FC s'est retiré à la fin, il a été remplacer par le club bahréni Al-Muharraq SC.

#### Zone 2 (Mer rouge)
| Championnat arabe des clubs | Al Hilal Club | 3-0 | Al Ahly SC | Al Hilal Stadium |  |
|                             |               |     |            |                  |  |

- Note : Al Ahly SC s'est retiré à la fin, il a été remplacé par le club soudanais Al Hilal Club.

#### Zone 3 (Afrique du nord)
| Championnat arabe des clubs | CS Sfax | 4-0 | CR Belouizdad | Stade Taïeb-Mehiri |  |
|                             |         |     |               |                    |  |

#### Zone 4 (Asie ouest)
- Note : Khadamat Rafah s'est retiré à la fin.

### Premier tour
Groupe A
| Rang | Équipe        | Pts | J | G | N | P | Bp | Bc | Diff |  | Résultats (▼ dom., ► ext.) |  |     |     |     |     |
| ---- | ------------- | --- | - | - | - | - | -- | -- | ---- |  | -------------------------- |  | --- | --- | --- | --- |
| 1    | Al-Ahly SC    | 12  | 4 | 4 | 0 | 0 | 10 | 2  | +8   |  | Al-Ahly SC                 |  | 2-1 | 2-0 | 4-0 | 2-1 |
| 2    | Al-Faisaly SC | 9   | 4 | 3 | 0 | 1 | 11 | 5  | +6   |  | Al-Faisaly SC              |  |     | 3-2 | 5-0 | 2-1 |
| 3    | CR Belouizdad | 4   | 4 | 1 | 1 | 2 | 10 | 10 | 0    |  | CR Belouizdad              |  |     |     | 5-2 | 3-3 |
| 4    | Al Hilal Club | 3   | 4 | 1 | 0 | 3 | 5  | 14 | -9   |  | Al Hilal Club              |  |     |     |     | 3-0 |
| 5    | Qadsia SC     | 1   | 4 | 0 | 1 | 3 | 5  | 10 | -5   |  | Qadsia SC                  |  |     |     |     |     |

Groupe B
| Rang | Équipe           | Pts | J | G | N | P | Bp | Bc | Diff |  | Résultats (▼ dom., ► ext.) |  |     |     |     |  |
| ---- | ---------------- | --- | - | - | - | - | -- | -- | ---- |  | -------------------------- |  | --- | --- | --- |  |
| 1    | Al-Jaish SC      | 7   | 3 | 2 | 1 | 0 | 7  | 1  | +6   |  | Al-Jaish SC                |  | 1-1 | 2-0 | 4-0 |  |
| 2    | CS Sfax          | 5   | 3 | 1 | 2 | 0 | 5  | 1  | +4   |  | CS Sfax                    |  |     | 0-0 | 4-0 |  |
| 3    | Kawkab Marrakech | 4   | 3 | 1 | 1 | 1 | 2  | 3  | -1   |  | Kawkab Marrakech           |  |     |     | 2-1 |  |
| 4    | Al-Muharraq SC   | 0   | 3 | 0 | 0 | 3 | 1  | 10 | -9   |  | Al-Muharraq SC             |  |     |     |     |  |
| 5    | Al-Shabab FC     | 0   | 0 | 0 | 0 | 0 | 0  | 0  | 0    |  | Al-Shabab FC               |  |     |     |     |  |

- Note : Al-Shabab FC s'est retiré avant le début du tournoi.

### Phase finale
|  | Demi-finales  | Demi-finales |             |   | Finale | Finale |
|  | Demi-finales  | Demi-finales |             |   | Finale | Finale |
|  |               |              |             |   |        |        |
|  |               |              |             |   |        |        |
|  |               |              |             |   |        |        |
|  | Al-Jaish SC   | 2            |             |   |        |        |
|  | Al-Jaish SC   | 2            |             |   |        |        |
|  | Al-Faisaly SC | 1            |             |   |        |        |
|  | Al-Faisaly SC | 1            | Al-Jaish SC | 1 |        |        |
|  |               |              | Al-Jaish SC | 1 |        |        |
|  |               | CS Sfax a.p. | 2           |   |        |        |
|  | Al-Ahly SC    | CS Sfax a.p. | 2           | 1 |        |        |
|  | Al-Ahly SC    |              |             | 1 |        |        |
|  | CS Sfax       | 2            |             |   |        |        |
|  | CS Sfax       | 2            |             |   |        |        |

| Coupe des clubs champions arabes CS Sfax 1er titre |